# Scotogramma stretchii
Scotogramma stretchii là một loài bướm đêm trong họ Noctuidae.